# Vuk Sotirović
Vuk Sotirović (Beograd, 13. srpnja 1982.) je srbijanski nogometaš. 
Vuk Sotirović igra u poljskom klubu "Pogoń" iz Szczecina.

## Vanjske poveznice
- Sotirović na stranici 90minut.pl (polj.)
- Sotirović na stranici transfermarkt.co.uk